# Gallirallus
Gallirallus – rodzaj ptaków z rodziny chruścieli (Rallidae).

## Zasięg występowania
Rodzaj obejmuje gatunki występujące na Nowej Kaledonii i Nowej Zelandii.

## Morfologia
Długość ciała 45–60 cm, rozpiętość skrzydeł 50–60 cm; masa ciała samców 532–1605 g, samic 350–1035 g.

## Systematyka

### Etymologia
- Ocydromus: gr. ωκυς ōkus „chyży, szybki”; -δρομος -dromos „biegacz”, od τρεχω trekhō „biegać”[8]. Gatunek typowy: Rallus troglodytis Wagler, 1830 (= Rallus australis Sparrman, 1786); młodszy homonim Ocydromus Schellenberg, 1806 (Coleoptera).
- Gallirallus: zbitka wyrazowa nazw rodzajów: Gallus Brisson, 1760 (kur) oraz Rallus Linnaeus, 1758 (wodnik)[9].
- Brachypteryx: gr. βραχυς brakhus „krótki”; πτερυξ pterux, πτερυγος pterugos „skrzydło” (por. βραχυπτερος brakhupteros „krótkoskrzydły”, od βραχυς brakhus „krótki”; πτερον pteron „skrzydło”)[10]. Gatunek typowy: Rallus australis Sparrman, 1786; młodszy homonim Brachypteryx Horsfield, 1821 (Muscicapidae).
- Tricholimnas: gr. θριξ thrix, τριχος trikhos „włosy”; nowołac. limnas „wodnik”, od gr. λιμνας limnas „z bagna”, od λιμνη limnē „bagno, mokradło”[11]. Gatunek typowy: Gallirallus lafresnayanus J. Verreaux & Des Murs, 1860.

### Podział systematyczny
Do rodzaju należą następujące gatunki:
- Gallirallus lafresnayanus J. Verreaux, & Des Murs, 1860 – wodnik nowokaledoński
- Gallirallus australis (Sparrman, 1786) – weka